# Vietnamese Buddhist Temple and Development Centre
Vietnamese Buddhist Temple and Development Centre is een Vietnamese boeddhistische tempel in Birmingham, Verenigd Koninkrijk. De tempel bestaat sinds 2006 en ligt aan de Holyhead Road numero 34, Handsworth. In 2002 begon de Midlands Buddhist Association en de lokale Vietnamese gemeenschap met het inzamelen van geld voor de stichting van de tempel. De tempel huist in een gebouw dat vroeger gebruikt werd door de lokale arbeidersvereniging. De tempel werd op 8 oktober 2006 officieel geopend met een boeddhistische processie. Bij de opening waren diverse hoogwaardigheidsbekleders aanwezig.
De Vietnamese Development Centre is een maatschappelijk centrum in de tempel voor de lokale Vietnamese gemeenschap. Het organiseert cursussen voor jongeren, vrouwen en ouderen.